# École du Breuil
L'École du Breuil (1936) o École d'Horticulture et d'Aménagement Paysager de la de Ville de Paris (en català: Escola d'Horticultura i de Condicionament del Paisatge de la Ciutat de París) és l'escola d'horticultura de la ciutat de París. És a l'emplaçament de l'antiga Faisanderie (granja de faisans) de Napoleó III (1855) al bosc de Vincennes a l'est de París.
Porta el nom del seu primer Director i ha estat creada el 1867 pel prefecte Haussmann. Té estatut d'escola privada sota contracte amb el ministeri d'Agricultura i proposa una escolaritat mixta i gratuïta. Compta avui més de 200 alumnes. Té per vocació formar obrers i tècnics competents en les tècniques del paisatge però dispensa també cursos de jardineria per als aficionats.
L'escola ocupa vora 25 hectàrees el que és la major superfície per a l'ensenyament hortícola a França. Està integrada al jardí botànic de París. Ofereix un arborètum obert al públic amb 800 exemplars diferents, un hort, un fruticetum, un roserar, un jardí de plantes vivaces i un altre de plantes medicinals.

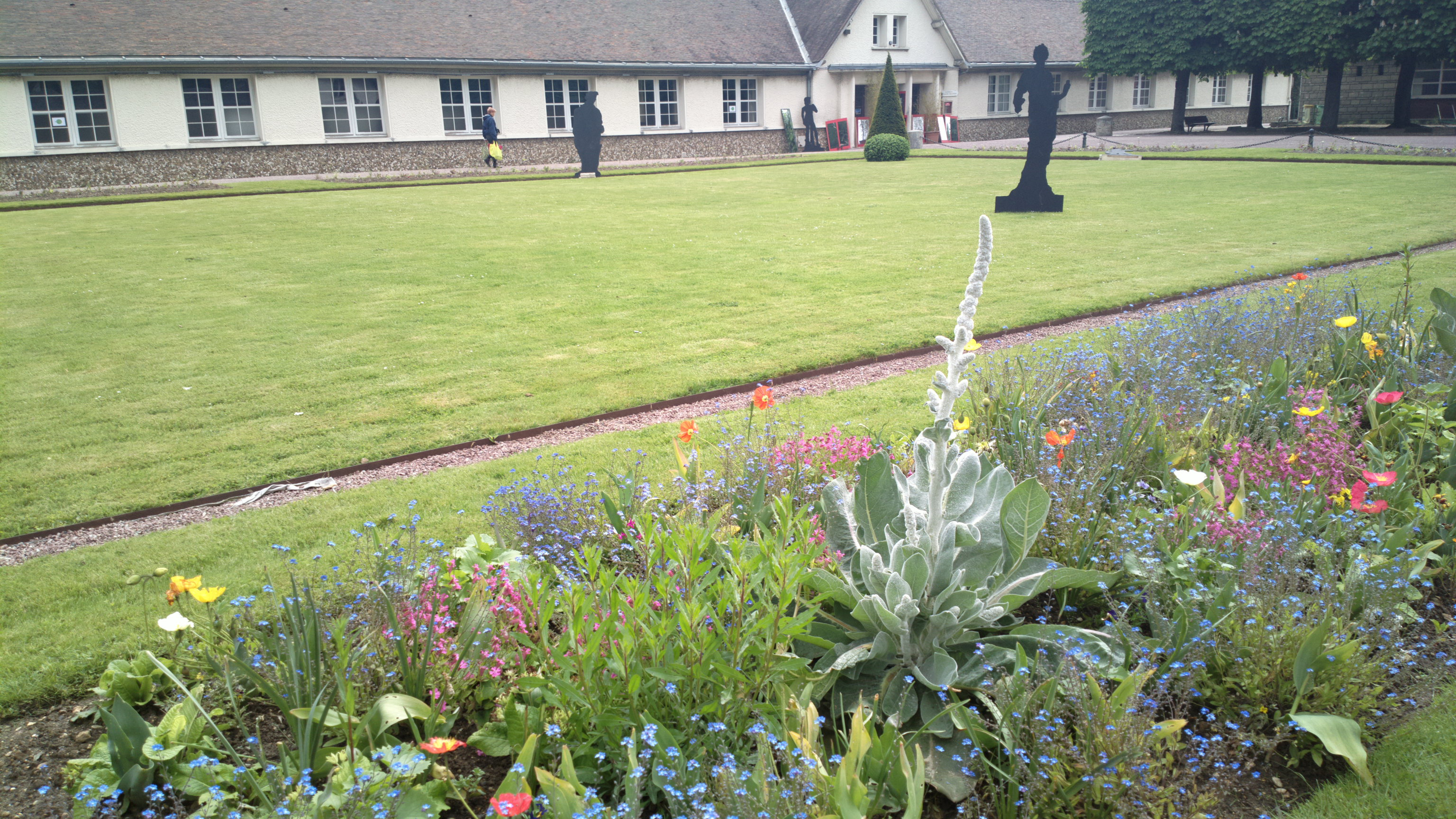
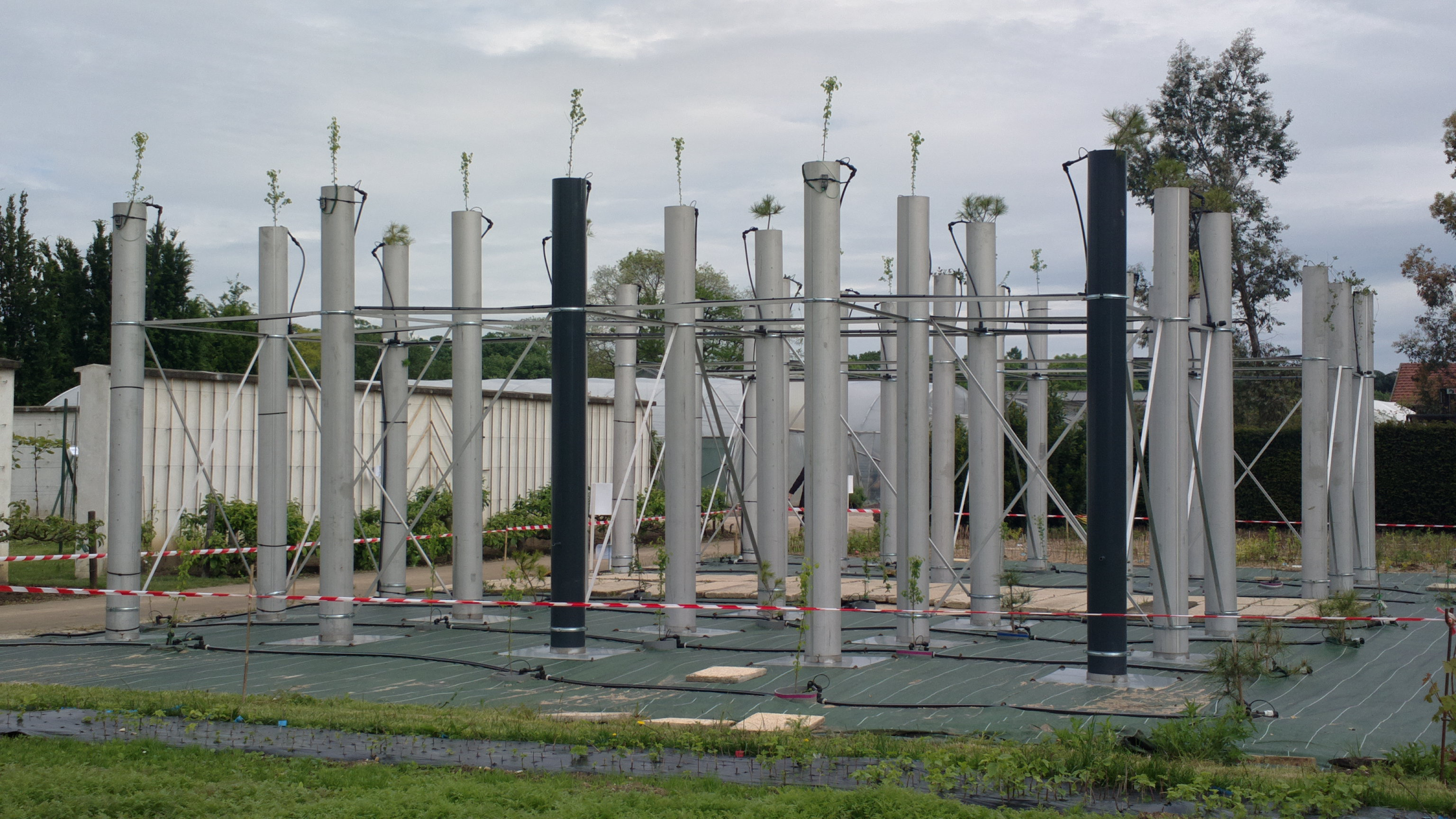
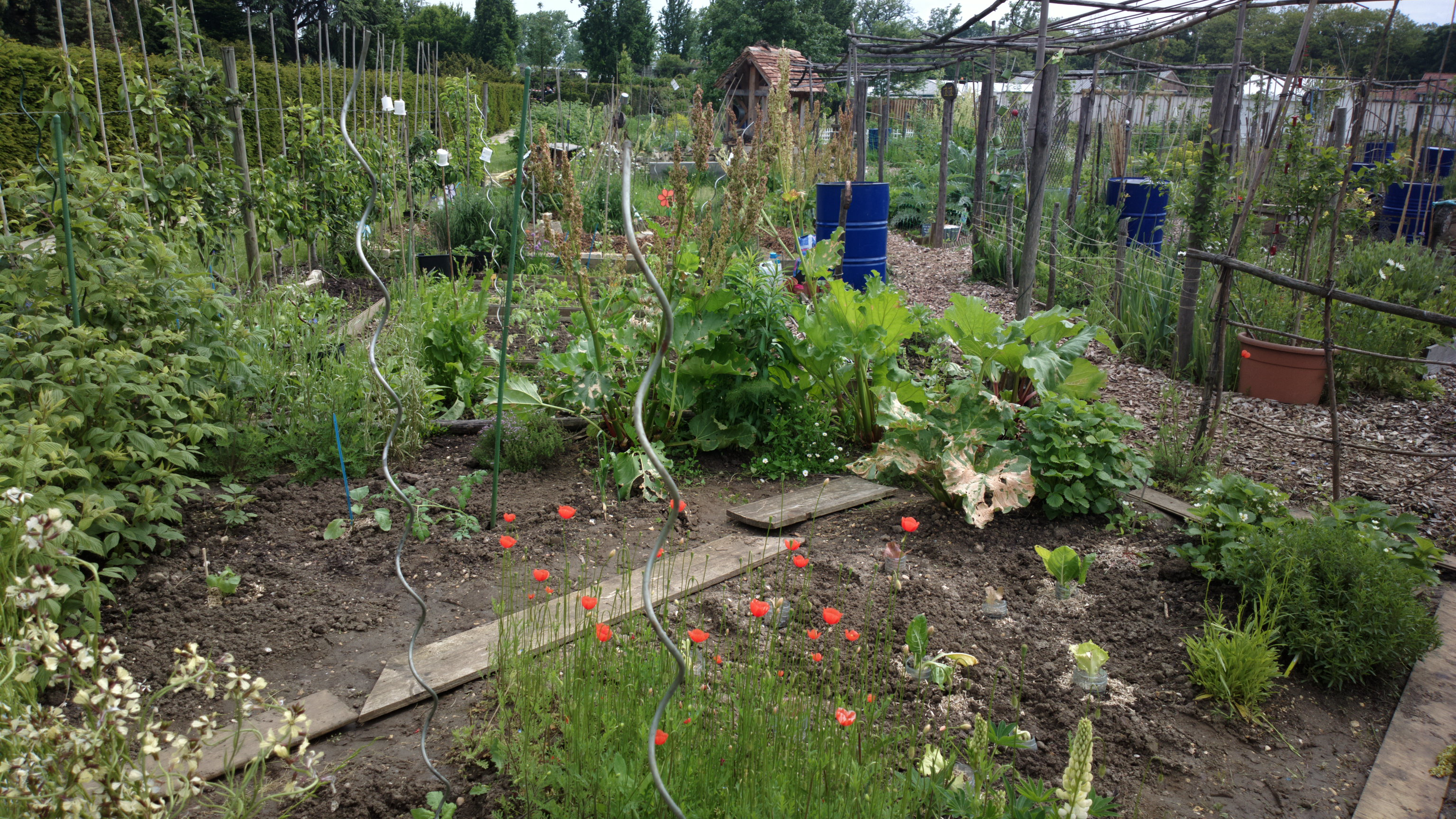
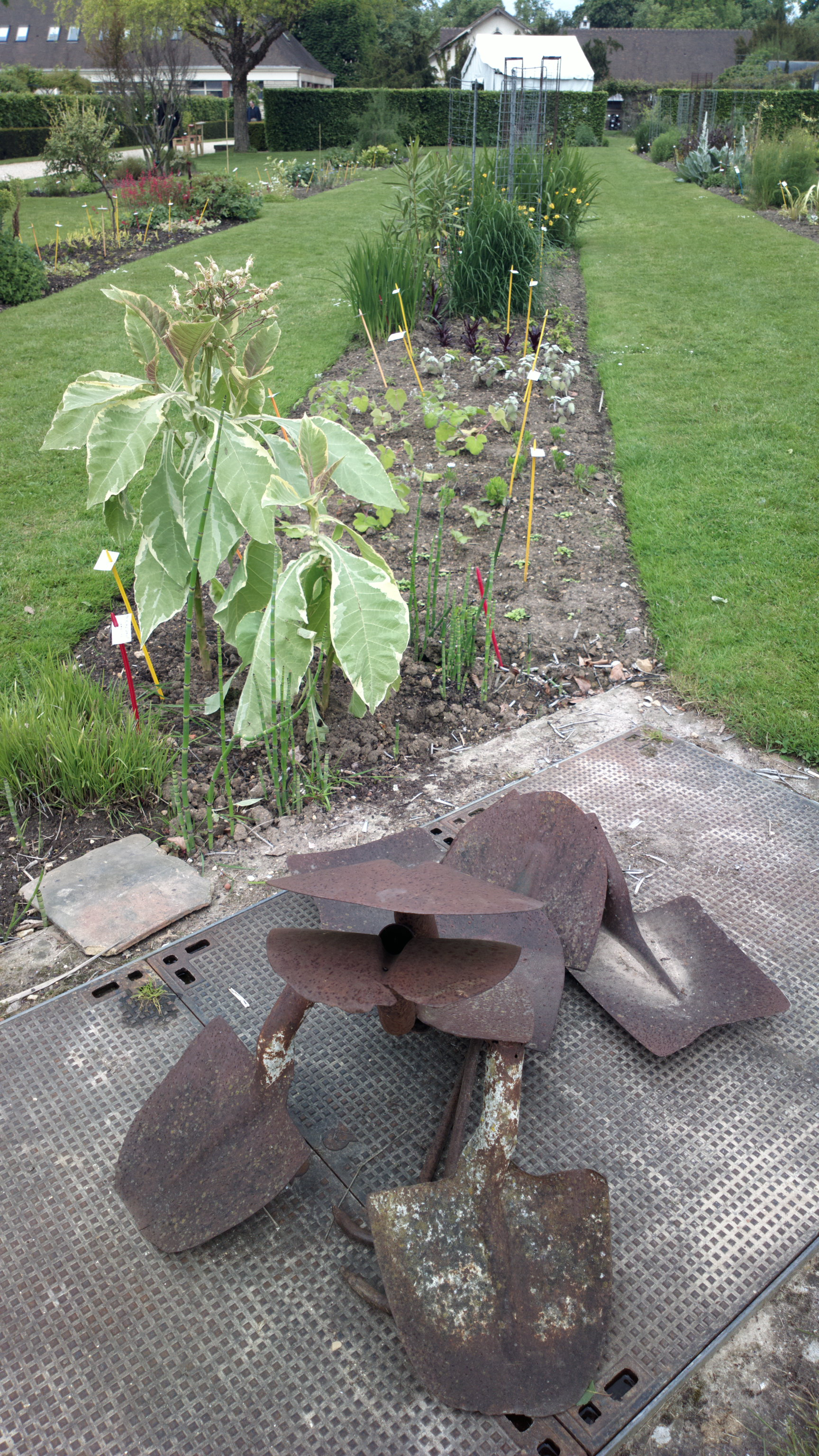
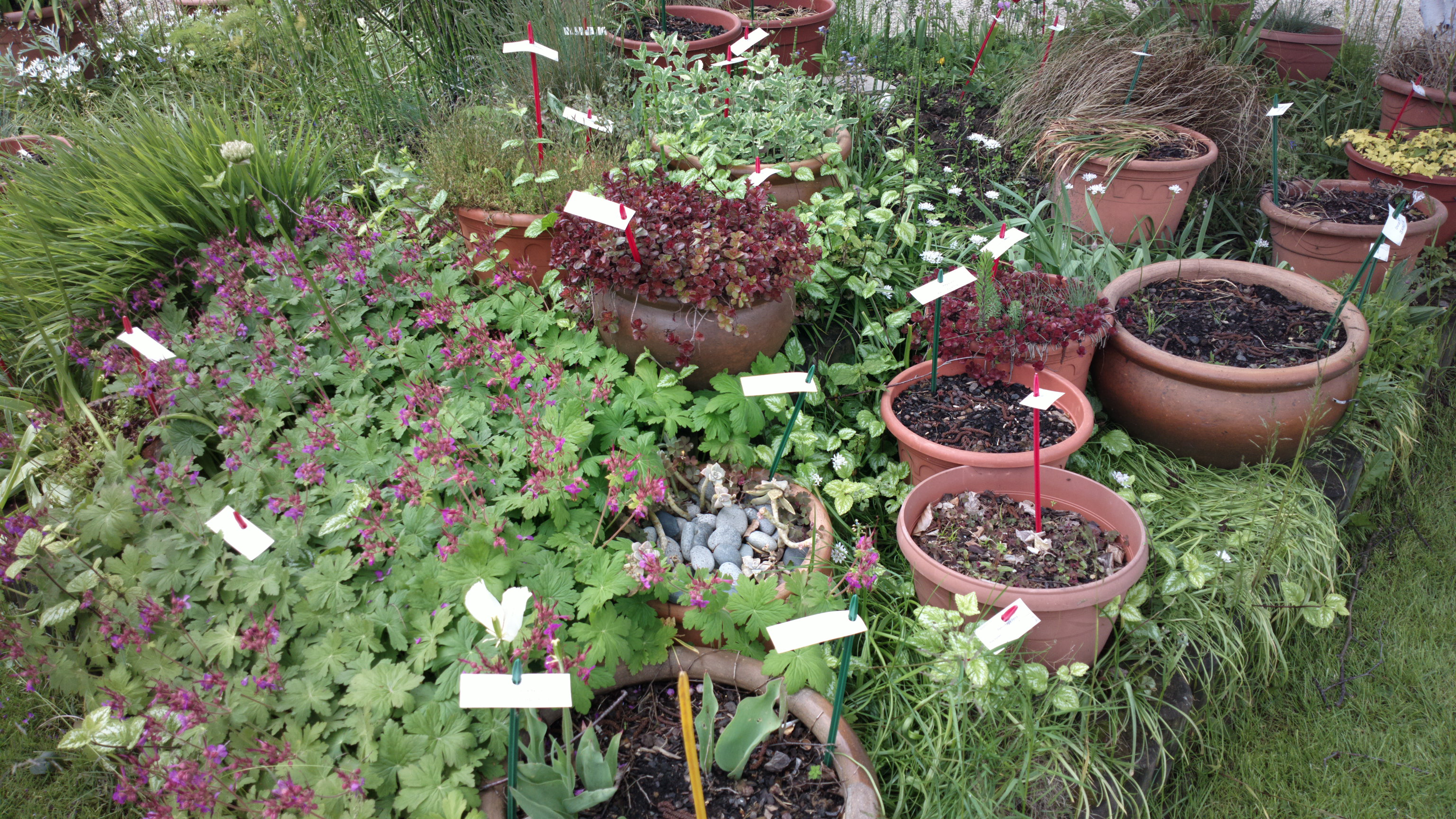
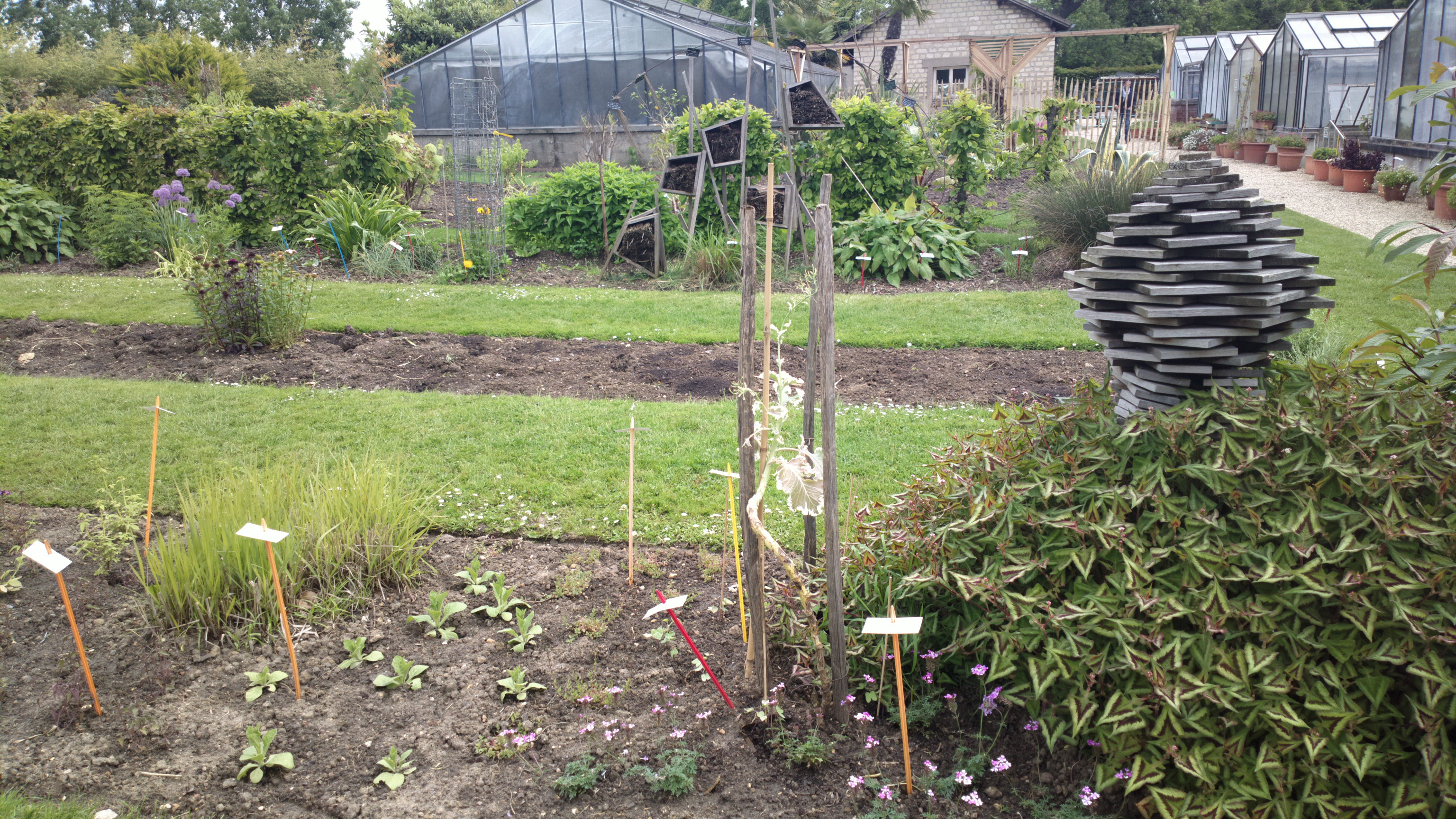